# Filme de propaganda

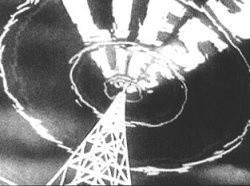
A produção cinematográfica Why We Fight retrata a máquina de propaganda nazista

Filme de propaganda é um filme que envolve alguma forma de propaganda. Filmes de propaganda difundem e promovem certas ideias que geralmente são de natureza religiosa, política ou cultural. Um filme de propaganda é feito com a intenção de que o espectador adote a posição promovida pelo "propagador" e eventualmente tome medidas para tornar essas ideias amplamente aceitas. Os filmes de propaganda são meios populares de propaganda devido à sua capacidade de atingir facilmente um grande público em um curto espaço de tempo. Eles também são capazes de vir em uma variedade de tipos de filmes, tais como documentário, não-ficção e newsreel, tornando ainda mais fácil fornecer um conteúdo subjetivo que pode ser deliberadamente enganoso.
Propaganda é a capacidade de "produzir e espalhar mensagens férteis que, uma vez semeadas, germinarão em grandes culturas humanas"  Entretanto, no século XX, surgiu uma "nova" propaganda, que girava em torno de organizações políticas e de sua necessidade de comunicar mensagens que "influenciariam grupos relevantes de pessoas a fim de acomodar suas agendas". Primeiro desenvolvido pelos irmãos Auguste e Louis Lumière em 1896, o filme proporcionou um meio único de acessar grandes audiências de uma só vez. O filme foi o primeiro meio de massa universal no sentido de poder influenciar simultaneamente os espectadores como indivíduos e membros de uma multidão, o que o levou a se tornar rapidamente uma ferramenta para governos e organizações não estatais projetarem uma mensagem ideológica desejada. Como Nancy Snow declarou em seu livro, Information War: American Propaganda, Free Speech and Opinion Control Since 9-11, a propaganda "começa onde o pensamento crítico termina".